# Ernesto Fonseca Carrillo
Ernesto Fonseca Carrillo, znany jako Don Neto (ur. 1 sierpnia 1930 w Santiago de los Caballeros) – meksykański przestępca, przemytnik i handlarz narkotyków, współtwórca kartelu z Guadalajary. Swoją przestępczą karierę rozpoczął w latach 70. poprzez handel narkotykami w Ekwadorze, z czasem przeniósł interes do Meksyku. Był wujem Amado Carrillo Fuentes, byłego przywódcy kartelu z Juarez.
Obecnie odsiaduje na warunkach aresztu domowego wyrok 40 lat więzienia za udział w zabójstwie agenta DEA, Kikiego Camareny.